# Pang Cheh Chang
Pang Cheh Chang (* 3. April 1974) ist ein malaysischer Badmintonspieler und -trainer.

## Karriere
Pang Cheh Chang gewann 1995 die Mauritius International. 1997 war er bei den Korea International erfolgreich und belegte Rang fünf bei den India Open. 1999 siegte er bei den Singapur International und den Western Australia International. Nach seiner aktiven Karriere arbeitete er als Badmintontrainer.

## Sportliche Erfolge
| Saison | Veranstaltung                          | Disziplin    | Platz | Name                              |
| ------ | -------------------------------------- | ------------ | ----- | --------------------------------- |
| 1995   | Mauritius International                | Herrendoppel | 1     | Pang Cheh Chang / Pei Wee Chung   |
| 1997   | Indien: Internationale Meisterschaften | Mixed        | 5     | Pang Cheh Chang / Lim Pek Siah    |
| 1997   | Indien: Internationale Meisterschaften | Herrendoppel | 5     | Pang Cheh Chang / Khoo Boo Hock   |
| 1997   | Korea International                    | Herrendoppel | 1     | Pang Cheh Chang / Cheah Soon Thoe |
| 1999   | Singapur International                 | Mixed        | 1     | Pang Cheh Chang / Lim Pek Siah    |
| 1999   | Western Australia International        | Mixed        | 1     | Pang Cheh Chang / Lim Pek Siah    |
| 2000   | Taiwan Open                            | Mixed        | 5     | Pang Cheh Chang / Lim Pek Siah    |

## Referenzen
- http://info.2012.sohu.com/Global/Athlete/1129798.shtml

| Personendaten    | Personendaten                              |
| ---------------- | ------------------------------------------ |
| NAME             | Pang, Cheh Chang                           |
| KURZBESCHREIBUNG | malaysischer Badmintonspieler und -trainer |
| GEBURTSDATUM     | 3. April 1974                              |